# 유소 (유송)
유소(劉劭, 424년 ~ 453년 5월 27일)는 중국남북조 시대 유송의 비정통 황제(재위 : 453년)이다. 자(字)는 휴원(休遠)이며, 제3대 황제인 유의륭과 유의륭의 황후인 원제규(袁齊嬀)의 사이에서 태어난 장남이다. 사용한 연호는 태초(太初, 453년)이다. 반란으로 인하여 시해당했고, 원흉(元兇)으로 폄칭되었다.

## 생애
424년에 출생하였다. 당시 아버지인 유의륭이 할아버지인 유유가 사망하여 3년상을 치르고 있었으므로, 426년 음력 2월 28일에 이르러서야 비로소 유의륭이 장자가 탄생한 것을 정식으로 선포하였다.
429년에 황태자로 세워졌다.
453년에 무고의 일로 인해 유의륭이 황태자의 자리에서 폐위하려고 하자 이를 미리 알고 마침내 동생인 유준(劉濬)과 공모한 뒤 병사들을 거느리고 밤에 황궁을 습격하여 유의륭을 살해했다. 스스로 황제의 자리에 오른 뒤 태초로 개원하였다.
아버지를 시해한 일로 인해 또 다른 동생인 유준의 반란으로 겨우 3개월 밖에 자리를 유지하지 못했다. 결국 453년 음력 5월 27일에 반란군이 쳐들어와 동생인 유준(劉濬), 자신의 4명의 아들 등과 같이 피살당했다. 이후 황제가 된 유준(劉駿)에 의해 원흉으로 폄칭되었다.

## 가족

### 아내

#### 정궁
- 황후 은옥영(殷玉英)

#### 후궁
- 부인(夫人) 왕앵무(王鸚鵡)

### 자녀

#### 아들
1. 유위지(劉偉之) - 황태자
2. 유적지(劉迪之)
3. 유빈지(劉彬之)

## 참고 문헌
- 자치통감
- 송서